# Kossów (gromada)
Kossów – dawna gromada, czyli najmniejsza jednostka podziału terytorialnego Polskiej Rzeczypospolitej Ludowej w latach 1954–1972.
Gromady, z gromadzkimi radami narodowymi (GRN) jako organami władzy najniższego stopnia na wsi, funkcjonowały od reformy reorganizującej administrację wiejską przeprowadzonej jesienią 1954 do momentu ich zniesienia z dniem 1 stycznia 1973, tym samym wypierając organizację gminną w latach 1954–1972.
Gromadę Kossów z siedzibą GRN w Kossowie utworzono – jako jedną z 8759 gromad na obszarze Polski – w powiecie włoszczowskim w woj. kieleckim, na mocy uchwały nr 13l/54 WRN w Kielcach z dnia 29 września 1954. W skład jednostki weszły obszary dotychczasowych gromad Kossów i Kwilina ze zniesionej gminy Radków w powiecie włoszczowskim oraz Chycza (bez kolonii Chycza) ze zniesionej gminy Węgleszyn w powiecie jędrzejowskim. Dla gromady ustalono 16 członków gromadzkiej rady narodowej.
31 grudnia 1961 gromadę zniesiono, a jej obszar włączono do gromady Radków w powiecie włoszczowskim (wieś Chycza bez terenów przysiółka Chycza Brzustki, wsie Kossów, Budków, Podłazie, Kwilina i Świerków, kolonię Borek oraz tereny byłych folwarków Kwilina, Świerków i Sosna) i do gromady Nagłowice w powiecie jędrzejowskim (przysiółek Chycza Brzustki).